# Cheb Aziz
Cheb Aziz (em árabe, الشاب عزيز)‎; pseudónimo de Bechiri Boudjem árabe: الشاب عزيزa (em , بوجمعة العنقيس)‎; (1 de Janeiro de 1968 - 20 de Setembro de 1996 ) foi um músico e intérprete argelino. Cheb foi um cantor e intérprete muito popular em toda a África do Norte. Era conhecido por tocar géneros musicais argelinos como staifi e no idioma chaoui ou chawi.

## Biografia
Nasceu numa casa da rua Terki Youcef, no popular bairro de Emir Abdelkader, mais conhecido por Faubourg Lamy. Passou sua infância e juventude nessa casa que ainda existe, em baixo da Estação de teleférico de Emir Abdelkader. A sua família mudou-se para Djebel Ouahch. Aziz era o quinto filho de uma família grande, modesta e conservadora. Era um menino tranquilo, tímido, discreto, não demasiado falalador, mas sobretudo educado e muito apreciado por seus vizinhos.
Aziz foi casado com a cantora Selma. Ela deu à luz a sua filha Manel em dezembro de 1994.
Em plena ascensão artística, vivia exilado em Londres com sua esposa e filha, mas aventurou-se a assistir a um casamento em sua terra natal. Foi sequestrado a 18 de setembro de 1996, enquanto assistia à celebração. Dois dias mais tarde, seu corpo foi encontrado em Constantina. No dia 19 de Setembro de 1996 foi assassinado por milicianos integristas islâmicos.
Foi o quarto cantor executado em Argélia, já que a música foi declarada blasfema e proibida em áreas dominadas por fundamentalistas islâmicos.
Os militantes islamistas tinham classificado o moderno e popular género musical raï como blasfemo ao considerar que tocava temas relacionados com sexo e bebida.